# Schlacht von Mardia
In der Schlacht von Mardia (auch Schlacht auf dem Campus Ardiensis) kämpfte der römische Kaiser Konstantin Ende 316 oder Anfang 317 (die Chronologie ist unsicher) gegen seinen Rivalen Licinius.

## Vorgeschichte
Nach dem Tod des Galerius im Frühjahr 311 begann sich das von Diokletian errichtete System der Tetrarchie endgültig aufzulösen. Nach der Niederlage des Maxentius und dem Tod des Maximinus Daia teilten sich die beiden verbliebenen Kaiser Konstantin und Licinius die Herrschaft über das Imperium. Konstantin erhielt den Westen, während Licinius die östlichen Provinzen regierte. Das Verhältnis zwischen den beiden seit dem Frühjahr 313 verschwägerten Kaisern blieb jedoch gespannt und eskalierte im Zuge der Affäre um Konstantins Schwager und designierten Caesar Bassianus. Ein erstes Aufeinandertreffen in der Schlacht bei Cibalae endete mit einer schweren Niederlage des Licinius, der sich nach Thrakien zurückziehen musste. Dort stellte er eine neue Streitmacht unter dem Befehl des Valerius Valens zusammen, den er in den Rang eines Augustus erhob. Licinius’ Verhandlungsangebote stießen bei Konstantin auf taube Ohren; dieser rückte vielmehr über das Balkangebirge vor und schlug bei Philippi oder Philippopel sein Lager auf.

## Schlachtverlauf
Die gegnerischen Truppen trafen auf dem Campus Ardiensis in der Nähe der heutigen Stadt Charmanli in Bulgarien erneut aufeinander. Die für beide Seiten sehr verlustreiche Schlacht wurde erst von der einbrechenden Dunkelheit unterbrochen, ohne eine klare Entscheidung gebracht zu haben. In der Nacht sammelte Licinius seine verbliebenen Truppen und setzte sich nach Nordwesten in Richtung Beroe (Augusta Traiana) ab.

## Folgen
In dem nunmehr mit Konstantin geschlossenen Friedensvertrag musste Licinius auf das Illyricum verzichten und verlor somit den Großteil seines europäischen Herrschaftsgebiets; lediglich Thrakien und Moesien verblieben unter seiner Kontrolle. Am 1. März 317 wurden Konstantins Söhne Crispus und Konstantin zu Caesaren erhoben, ebenso Licinius’ gleichnamiger Sohn. Für Valerius Valens bedeutete diese Übereinkunft das Todesurteil.